# Pierre Quidu
Vous pouvez aider à l'améliorer ou bien discuter des problèmes sur sa page de discussion.
- Il ne cite pas suffisamment ses sources. Vous pouvez indiquer les passages à sourcer avec {{référence nécessaire}} ou {{Référence souhaitée}}, et inclure les références utiles en les liant aux notes de bas de page. (Marqué depuis septembre 2022)
- Il doit être recyclé. La réorganisation et la clarification du contenu sont nécessaires. (Marqué depuis septembre 2022)

- Archive Wikiwix
- Bing
- Cairn
- DuckDuckGo
- E. Universalis
- Gallica
- Google
- G. Books
- G. News
- G. Scholar
- Persée
- Qwant
- (zh) Baidu
- (ru) Yandex
- (wd) trouver des œuvres sur Wikidata

Pierre Quidu, né à Port-Louis (Morbihan) le 18 octobre 1926 et décédé à Rennes le 21 juillet 2014, est un peintre français.

## Biographie
Pierre Quidu fait ses études au lycée Dupuy-de-Lôme de Lorient. Il est diplômé de l'École nationale des métiers d'art de Paris, section dessin animé. Il s'oriente ensuite vers la décoration et la publicité.
C'est à son retour à Lorient en 1949 qu'il rencontre les peintres André Forlay et Guy Bigot avec lesquels il se lie d'amitié. Ceux-ci vont le mener au peintre-graveur Adolphe Beaufrère pour qui il réalisera plus tard (1951) la fresque de l'église Saint-Pierre de Plœmeur. Il rencontre également Henry Joubioux et André Lenormand.
Ses peintures d'inspiration cubiste sont généreuses et chargées d'une grande humanité. Elles évoquent souvent des scènes de la vie quotidienne des ports bretons, des voyages, le jazz. L'ensemble de son œuvre est composé de rythmes colorés ; sa peinture est lumineuse et tonique.
Autant dessinateur que peintre, Quidu travaillera pendant de nombreuses années en tant que décorateur et, à ce titre, on lui doit de nombreuses fresques, malheureusement la plupart disparues.
Il fut un animateur incontournable de la vie artistique lorientaise.
C'est à partir de 1977 que Quidu lâchera progressivement le décor et les affiches pour la peinture, avec de nombreuses expositions, notamment à la Galerie La Palette qui l'accueille régulièrement.
Pierre Quidu vit à Rennes de 1960 à sa mort en 2014.

## Œuvres
- Deux panneaux « Attaque de la diligence »[4]  et « Hamlet » illustrant l'univers du cinéma, au cinéma Le Royal, place Aristide-Briand à Lorient (1951) (œuvre disparue) [2],[5].
- Fresque dans le bar Chez Finette, dans le quartier de la Perrière à Lorient[2],[5].
- Fresque dans le bar des Halles à Lorient (œuvre disparu) [2],[5].
- Fresque de l'Église Saint-Pierre de Plœmeur (1951)[2].
- Fresque au Cercle d'éducation physique de Lorient (1954)[6],[2].
- Salle des fêtes de Berné[2].
- La fête foraine (1990)[7].
- Marins pêcheurs (1991)[7],[4].
- Dans la médina (1993)[7].
- Pêcheurs au port[8].
- Poissons et coquillages[8].
- Maisons en l'île[8].

## Expositions et rétrospectives
- En 2010, il est l'invité d'honneur du salon organisé par Société lorientaise des beaux-arts[9].

### Sources
- « Site de la Société lorientaise des beaux-arts » [archive du 11 février 2012] (consulté le 29 mars 2012)
- Isabelle Nivet, « Pierre Quidu : peindre Lorient dans les années 50 », Le Télégramme,‎ 20 février 2010 (lire en ligne)
- Gildas Jaffré, « Pierre Quidu, peintre cubiste du quotidien », Ouest-France,‎ 22 février 2010 (lire en ligne)
- « Société lorientaise des Beaux-Arts : les artistes tiennent salon », LorientMag, no 239,‎ février 2010, p. 19 (lire en ligne)
- CEP, « La fresque Pierre Quidu du foyer », 23 décembre 2010 (consulté le 29 mars 2012)
- « Site de la galerie La Palette » (consulté le 29 mars 2012)